# Azadbeh ibn Banegan
Azadbeh ibn Banegan ibn Mehr Bondad, fou un terratinent (dehqan) de Hamadan que fou marzban (governador) a l'antiga capital lakhmida d'Hira a l'Iraq central en els anys immediats anteriors a la conquesta musulmana. Des del 602 el regne dels lakhmides havia passat a control directa persa.
Segons l'historiador Hisham ibn Muhammad Kalbi, Azadbeh va governar disset anys després del govern de l'àrab Ilyas ibn Kabisa Tai i el cogovernador persa Nakiragan. Com que se sap que Azadbeh va fugir d'Hira el desembre del 633 el seu govern hauria començat vers el 617. El 633 fou derrotat pels àrabs dirigits per Khalid ibn Walid i Mutanna ibn Harith Shaybani, i el seu fill va morir a la lluita. Tot seguit els musulmans van assetjar Hira i Azabdeh va fugir. La seva sort final és desconeguda.